# Karl Franz Leppa

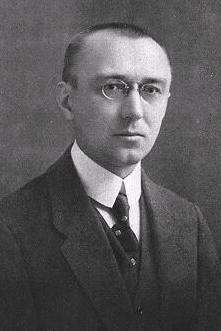
Passfoto von Karl Franz Leppa

Karl Franz Leppa (* 28. Januar 1893 in Budweis, Böhmen; † 13. August 1986 in Weißenburg in Bayern) war ein sudetendeutscher Schriftsteller und älterer Bruder des Militärhistorikers Josef Franz Leppa (Pseudonym: Konrad Leppa).

## Biographie
Von Karl Franz Leppa, dem Sohn eines Lehrers in Südböhmen, erschienen 1923 die völkisch geprägten Gedichte An deutschen Gräbern, die Beachtung fanden. 1931 erhielt er den Staatspreis der Tschechoslowakei für die deutsche Literatur. Zahlreiche seiner nachfolgenden Gedichte und Erzählungen wurden in die tschechische Sprache übersetzt. Ab 1933 war er zusammen mit Hans Watzlik der Herausgeber der Zeitschrift Der Ackermann aus Böhmen. Monatsschrift für das geistige Leben der Sudetendeutschen, von der zwischen 1933 und 1938 sechs Bände erschienen sind. Ab 1937 gab er die Monatszeitschrift Das deutsche Erbe heraus, beide erschienen im Verlag des Adam Kraft (Verleger) in Karlsbad.
Nach dem Ende des Zweiten Weltkriegs (1939–1945) lebte er als Heimatvertriebener in Nürnberg. Seine letzten Lebensjahre verbrachte er in Suffersheim bei Weißenburg und verstarb 1986 in Weißenburg. Am 27. Mai 1992 wurde auf Vorschlag des damaligen Weißenburger Oberbürgermeisters Reinhard Schwirzer ein Weg in Suffersheim nach ihm Leppaweg benannt.
In der Sowjetischen Besatzungszone wurden die Reden-Sammlung Karl Franz Leppa. Dichter und Getreuer Eckart (Kraus, Reichenberg 1943) und in der Deutschen Demokratischen Republik Leppas An deutschen Gräbern (Böhmerland-Verlag, Eger 1923) auf die Liste der auszusondernden Literatur gesetzt.

## Werke (Auswahl)
- Herzenssachen. Ein Trost- u. Wehrbüchlein für das deutsche Volk (1920)
- Die Bekehrung des Ellechsners (1921)
- Kornsegen (1922)
- An deutschen Gräbern. Gedichte (1923)
- Der Königsbrief (1925)
- Ungebeugtes Volk. Erzählungen (1925)
- Krummau im Böhmerwald (1926)
- Hans Watzlik. Sein Leben und Schaffen (1929)
- Ringendes Volkstum. Vom sudetendeutschen Wesen (1931)
- Antonia. Eine Erzählung (1931)
- Komm, tapfrer Deutscher. Von heldischer Art und Tat (1934)
- Volk und Leben. Eine Sammlung sudetendeutscher Dichtung (1936)
- Freiheitstrunken. Bildnisse u. Begebnisse (1937)
- Der letzte Frühling. Erzählung (1938)
- Brunnenrauschen. Kalendergeschichten (1940)
- Andreas Osang (1942)
- Der dunkle Gott (1942)
- Züricher Elegie (1948)
- Der Holunderbaum Erzählung (1948)

Erzählungen:
- Der Wassermann in der Wulda
- Der Trüll
- Hille Bingels
- Die erste Mahd
- Die Begegnung